# Игра пиона
„Игра пиона”  је српски кратки филм из 1993. године. Режирао га је Олег Јекнић а сценарио су написали Мирко Илић, Олег Јекнић и Игор Кордеј.

## Улоге
| Глумац               | Улога    |
| -------------------- | -------- |
| Урош Ђурић           | Профитер |
| Михаило Илић         |          |
| Милутин Јевђенијевић |          |
| Иван Јевтовић        |          |
| Ђорђе Кукуљица       |          |
| Тони Лауренчић       |          |
| Дејан Луткић         |          |
| Андреја Маричић      |          |
| Предраг Милетић      |          |
| Жељко Митровић       |          |
| Чедомир Петровић     |          |
| Петар Рајичевић      |          |
| Душан Војновић       |          |